# 新城区 (西安市)
新城区是陕西省西安市的一个市辖区，是西安市城六区之一。位于西安市中东北部，西以北大街、北关正街、未央路与莲湖区相接；龙首北路、马旗寨路与未央区相接；东以幸福路与灞桥区相接；南以东大街、环城东路、长乐西路、金花南路、东二环路与碑林区相接，以建工路与雁塔区相接。陕西省省政府驻地在此区。名称由新城广场而来。区人民政府駐西一路街道。

## 行政区划
新城区下辖9个街道办事处：
西一路街道、长乐中路街道、中山门街道、韩森寨街道、解放门街道、自强路街道、太华路街道、长乐西路街道和胡家庙街道。

## 人口
西安市第七次全国人口普查主要数据公报显示：新城区常住人口为644702人，男性人口占比51.07%，女性人口占比48.93%，年龄结构中0-14岁占比13.26%，15-59岁占比66.8%，60岁以上占比19.95%，65岁以上占比13.66%。